# Eupithecia semicaesia
Eupithecia semicaesia là một loài bướm đêm trong họ Geometridae.